# Sofia Federica di Thurn und Taxis
Sofia Federica Dorotea Enrichetta di Thurn und Taxis (tedesco: Sophie Friederike Dorothea Henriette, Prinzessin von Thurn und Taxis; Ratisbona, 20 luglio 1758 – 31 maggio 1800) è stata un membro della casa di Thurn und Taxis per nascita e un membro della casa dei Radziwiłł tramite il suo matrimonio con il principe Girolamo Vincenzo Radziwiłł.
Fu, attraverso i suoi matrimoni successivi, membro delle famiglie polacche di Kazanowski e Ostrorog. Era conosciuta come "il gioiello di Ratisbona".

## Famiglia
Sofia Federica era figlia di Carlo Anselmo, IV principe di Thurn und Taxis, e di sua moglie Augusta di Württemberg. Era la sorella maggiore di Carlo Alessandro, V principe di Thurn und Taxis.

## Matrimoni
Sofia Federica sposò, il 31 dicembre 1775 a Ratisbona, il principe Girolamo Vincenzo Radziwiłł, figlio di Michał Kazimierz "Rybeńko" Radziwiłł e di sua moglie Anna Luiza Mycielska.
Ebbero un figlio:
- principe Dominik Hieronim Radziwiłł (4 agosto 1786 - 11 novembre 1813);

Sofia Federica sposò, in seconde nozze, nel 1795, un principe Kazanowski e in terze nozze il conte Ostrorog nel 1797.

## Ascendenza
|                                                        |                                         |                                                | Genitori                                                     |  |  | Nonni |  |  | Bisnonni                                          |  |  | Trisnonni                             |  |
|                                                        |                                         |                                                |                                                              |  |  |       |  |  | Anselmo Francesco, II Principe di Thurn und Taxis |  |  | Eugenio Alessandro di Thurn und Taxis |  |
|                                                        |                                         |                                                |                                                              |  |  |       |  |  | Anselmo Francesco, II Principe di Thurn und Taxis |  |  | Eugenio Alessandro di Thurn und Taxis |  |
|                                                        |                                         | Anna Adelaide di Fürstenberg-Heiligenberg      |                                                              |  |  |       |  |  | Anselmo Francesco, II Principe di Thurn und Taxis |  |  |                                       |  |
| Alessandro Ferdinando, III Principe di Thurn und Taxis |                                         |                                                |                                                              |  |  |       |  |  | Anselmo Francesco, II Principe di Thurn und Taxis |  |  |                                       |  |
|                                                        |                                         | Maria Ludovika Anna Franziska von Lobkowicz    | Ferdinand August von Lobkowicz                               |  |  |       |  |  |                                                   |  |  |                                       |  |
|                                                        |                                         | Maria Ludovika Anna Franziska von Lobkowicz    | Ferdinand August von Lobkowicz                               |  |  |       |  |  |                                                   |  |  |                                       |  |
|                                                        |                                         | Maria Ludovika Anna Franziska von Lobkowicz    | Maria Anna Guglielmina di Baden-Baden                        |  |  |       |  |  |                                                   |  |  |                                       |  |
| Carlo Anselmo, IV principe di Thurn und Taxis          |                                         | Maria Ludovika Anna Franziska von Lobkowicz    |                                                              |  |  |       |  |  |                                                   |  |  |                                       |  |
|                                                        |                                         | Giorgio Federico Carlo di Brandeburgo-Bayreuth | Cristiano Enrico di Brandeburgo-Kulmbach                     |  |  |       |  |  |                                                   |  |  |                                       |  |
|                                                        |                                         | Giorgio Federico Carlo di Brandeburgo-Bayreuth | Cristiano Enrico di Brandeburgo-Kulmbach                     |  |  |       |  |  |                                                   |  |  |                                       |  |
|                                                        |                                         | Giorgio Federico Carlo di Brandeburgo-Bayreuth | Sofia Cristiana di Wolfstein                                 |  |  |       |  |  |                                                   |  |  |                                       |  |
| Sofia Cristiana Luisa di Brandeburgo-Bayreuth          |                                         | Giorgio Federico Carlo di Brandeburgo-Bayreuth |                                                              |  |  |       |  |  |                                                   |  |  |                                       |  |
|                                                        |                                         | Dorotea di Schleswig-Holstein-Sonderburg-Beck  | Federico Luigi di Schleswig-Holstein-Sonderburg-Beck         |  |  |       |  |  |                                                   |  |  |                                       |  |
|                                                        |                                         | Dorotea di Schleswig-Holstein-Sonderburg-Beck  | Federico Luigi di Schleswig-Holstein-Sonderburg-Beck         |  |  |       |  |  |                                                   |  |  |                                       |  |
|                                                        |                                         | Dorotea di Schleswig-Holstein-Sonderburg-Beck  | Luisa Carlotta di Schleswig-Holstein-Sonderburg-Augustenburg |  |  |       |  |  |                                                   |  |  |                                       |  |
| Sofia Federica di Thurn und Taxis                      |                                         | Dorotea di Schleswig-Holstein-Sonderburg-Beck  |                                                              |  |  |       |  |  |                                                   |  |  |                                       |  |
|                                                        | Federico Carlo di Württemberg-Winnental | Eberardo III di Württemberg                    |                                                              |  |  |       |  |  |                                                   |  |  |                                       |  |
|                                                        | Federico Carlo di Württemberg-Winnental | Eberardo III di Württemberg                    |                                                              |  |  |       |  |  |                                                   |  |  |                                       |  |
|                                                        | Federico Carlo di Württemberg-Winnental | Anna Caterina Dorotea di Salm-Kyrburg          |                                                              |  |  |       |  |  |                                                   |  |  |                                       |  |
| Carlo I Alessandro di Württemberg                      | Federico Carlo di Württemberg-Winnental |                                                |                                                              |  |  |       |  |  |                                                   |  |  |                                       |  |
|                                                        |                                         | Eleonora Giuliana di Brandeburgo-Ansbach       | Alberto II di Brandeburgo-Ansbach                            |  |  |       |  |  |                                                   |  |  |                                       |  |
|                                                        |                                         | Eleonora Giuliana di Brandeburgo-Ansbach       | Alberto II di Brandeburgo-Ansbach                            |  |  |       |  |  |                                                   |  |  |                                       |  |
|                                                        |                                         | Eleonora Giuliana di Brandeburgo-Ansbach       | Sofia Margherita di Oettingen-Oettingen                      |  |  |       |  |  |                                                   |  |  |                                       |  |
| Augusta Elisabetta di Württemberg                      |                                         | Eleonora Giuliana di Brandeburgo-Ansbach       |                                                              |  |  |       |  |  |                                                   |  |  |                                       |  |
|                                                        |                                         | Anselmo Francesco di Thurn und Taxis           | Eugenio Alessandro di Thurn und Taxis                        |  |  |       |  |  |                                                   |  |  |                                       |  |
|                                                        |                                         | Anselmo Francesco di Thurn und Taxis           | Eugenio Alessandro di Thurn und Taxis                        |  |  |       |  |  |                                                   |  |  |                                       |  |
|                                                        |                                         | Anselmo Francesco di Thurn und Taxis           | Anna Adelaide di Fürstenberg-Heiligenberg                    |  |  |       |  |  |                                                   |  |  |                                       |  |
| Maria Augusta di Thurn und Taxis                       |                                         | Anselmo Francesco di Thurn und Taxis           |                                                              |  |  |       |  |  |                                                   |  |  |                                       |  |
|                                                        |                                         | Maria Ludovika Anna Franziska von Lobkowicz    | Ferdinand August von Lobkowicz                               |  |  |       |  |  |                                                   |  |  |                                       |  |
|                                                        |                                         | Maria Ludovika Anna Franziska von Lobkowicz    | Ferdinand August von Lobkowicz                               |  |  |       |  |  |                                                   |  |  |                                       |  |
|                                                        |                                         | Maria Ludovika Anna Franziska von Lobkowicz    | Maria Anna Guglielmina di Baden-Baden                        |  |  |       |  |  |                                                   |  |  |                                       |  |
|                                                        |                                         | Maria Ludovika Anna Franziska von Lobkowicz    |                                                              |  |  |       |  |  |                                                   |  |  |                                       |  |

## Titoli
- 20 luglio 1758 - 31 dicembre 1775: sua altezza serenissima la principessa Sofia Federica di Thurn und Taxis
- 31 dicembre 1775 - c. 1795: sua altezza serenissima la principessa Sofia Federica Radziwiłł, principessa di Thurn und Taxis
- 1795 - 1797: sua altezza serenissima principessa Sofia Federica Kazanowski, principessa di Thurn und Taxis
- 1797 - 31 maggio 1800: sua altezza serenissima la contessa Sofia Federica Ostrorog, principessa di Thurn und Taxis